# Informační bublina

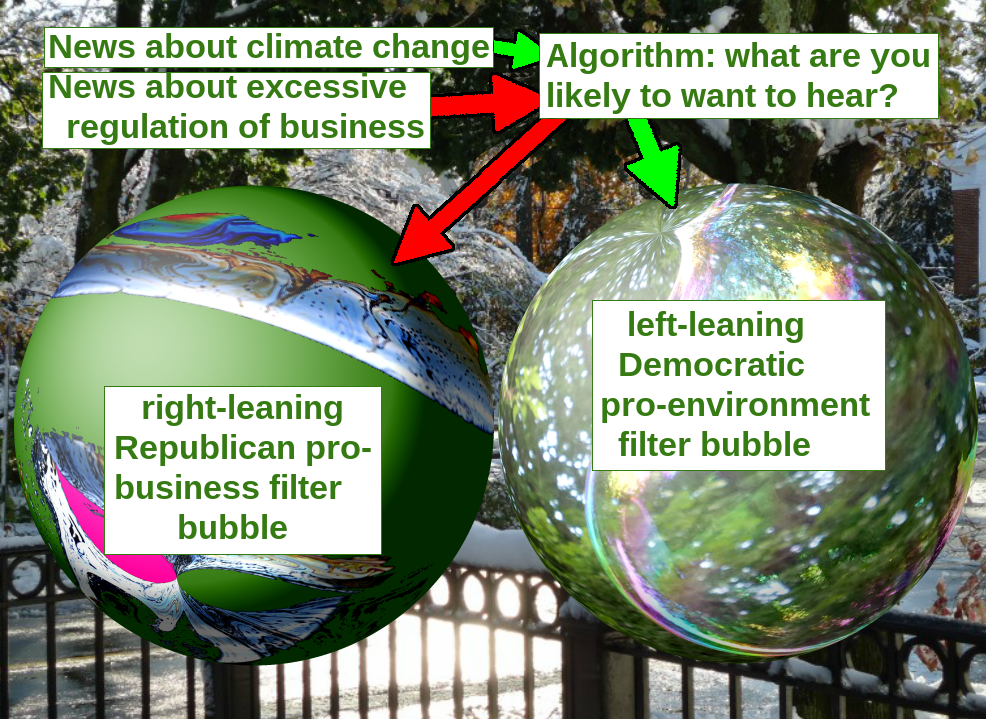
Podle Parisera sociální média neúmyslně izolují uživatele do jejich vlastních ideologických informačních bublin.

Informační bublina je určitý ideologický rámec či stav intelektuální izolace od celkového obrazu společnosti. Jde o uvěznění v názorovém postoji a v určitém vidění světa, který jednotlivec či skupina považuje za pravdivý a platný v celé společnosti.
Informační bubliny jsou následkem algoritmického zpracovávání dat a údajů a následného filtrování informací. Na základě sesbíraných dat se uživateli zobrazují výsledky vyhledávání, které korelují s jeho názorovým postojem a ideologickým nastavením. V důsledku toho jsou uživatelé odděleni od informací, které nejsou v souladu s jejich názory, což je účinně izoluje v jejich vlastních kulturních nebo ideologických bublinách a vede k omezenému pohledu na svět.
Je otázka, do jaké míry a kde všude je algoritmické upravování obsahu přítomno, a jestli je tento postup přínosný nebo škodlivý.

## Původ termínu

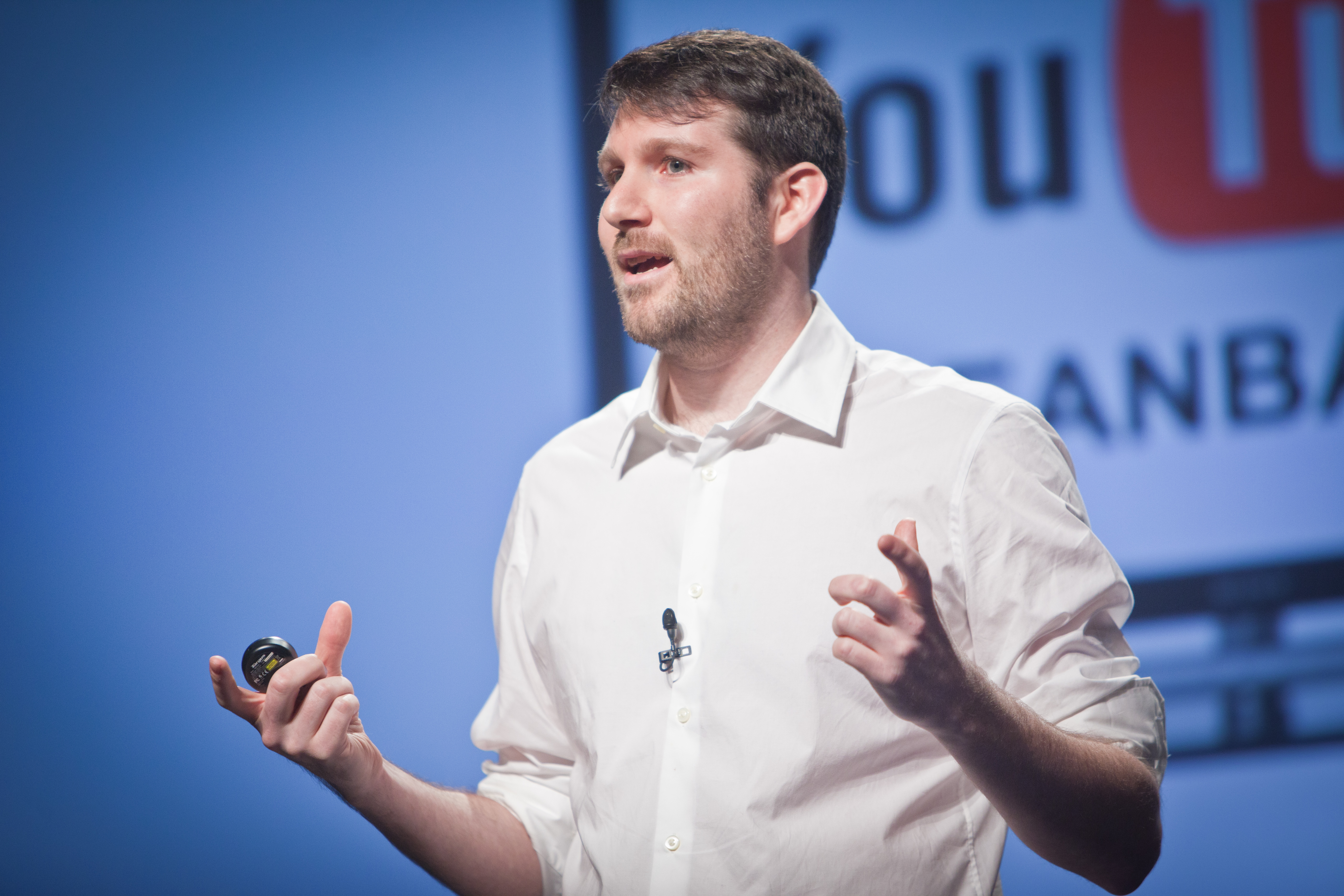
Autor termínu "informační bublina", internetový aktivista Eli Pariser.

Termín informační bublina (v angličtině filter bubble) zavedl internetový aktivista Eli Pariser kolem roku 2010. Ve své knize s názvem The Filter Bubble (2011) předpovídá, že individuální personalizace prostřednictvím algoritmického filtrování povede k intelektuální izolaci a sociální fragmentaci.
Podle Parisera mohou mít informační bubliny negativní dopady na společenský diskurz, avšak existují protichůdné názory, které považují tento efekt za minimální a řešitelný. Dle Parisera mají uživatelé menší přístup k odlišným názorům a jsou intelektuálně izolováni ve své informační bublině.

## Vznik informačních bublin
Při prohlížení internetových stránek či používání aplikací si servery ukládají určité množství dat o preferencích uživatele na těchto stránkách. Mezi tato data patří např. cookies, neboli sušenky. Cookies a další data o vyhledávání, historie navštívených stránek či interakce s odkazy postupem času vytváří datovou sadu o uživateli. Firmy poté tato data využívají, ať už k cílené reklamě, nebo ke zviditelnění určitých typů informací ve výsledcích vyhledávání.
Tento proces není náhodný. Pariser uvádí tři postupné kroky: „Nejprve zjistíte, kdo lidé jsou a co mají rádi. Poté jim poskytujete obsah a služby, které jim nejlépe vyhovují. Nakonec už jen ladíte, aby jim vyhovovali co nejvíce. Vaše identita formuje vaše média.“
Sesbíraná data tak modelují internetové prostředí přímo na míru jednotlivým uživatelům. Tím, že jim doporučují obsah, o kterém vědí, že jim bude vyhovovat, zároveň uživateli nenabízí přístup k jiným názorům, než jaké má uživatel. Podporují uživatele v jeho názorech tím, že mu ukazují jen věci s tímto názorem souhlasící. Tím uživatel nabývá dojmu, že jiné informace neexistují a že jeho postoj je jediný správný. Vzniká tak informační bublina.
O vzniku informačních bublin a souvisejícím riziku postupného snižování sociální koheze se mluví hlavně v souvislosti s existencí sociálních sítí, zejména Facebooku. Podle českého sociologa Jana Hartla se tento problém může zhoršovat; lze mu předejít vystupováním z virtuálního světa a udržováním mezilidských vztahů mimo sociální sítě.

## Společenské a etické dopady
S rostoucí popularitou cloud computingu se očekává, že personalizované algoritmy, které vytvářejí informační bubliny, budou stále rozšířenější. Odborníci začali zkoumat účinky informačních bublin na uživatele sociálních médií z etického hlediska, zejména v oblastech osobní svobody, bezpečnosti a informačního zkreslení. Informační bubliny na populárních sociálních médiích a personalizovaných vyhledávacích stránkách mohou určit konkrétní obsah, který uživatelé vidí, často bez jejich přímého souhlasu nebo vědomí, kvůli algoritmům, které tento obsah vybírají.
Obsah vytvářený na základě vzorců chování může vést k částečné informační slepotě. Kritici vytváření informačních bublin spekulují, že jednotlivci mohou ztratit autonomii nad svým vlastním zážitkem na sociálních médiích a jejich identity mohou být sociálně konstruovány v důsledku všudypřítomnosti informačních bublin.
Podle některých výzkumů informační bubliny mohou bránit odhalování dezinformací a svobodnému dialogu, který je podmínkou demokracie. Lidé mají tendenci se zatvrdit a spíše obviňovat toho, kdo jejich představu vyvrací, že slouží nějakým zájmům. Tendenci člověka upřednostňovat ty informace a interpretace, které podporují jeho vlastní názor popisuje článek konfirmační zkreslení.
Informační bublina bývá také označována jako faktor zhoršující fenomén nazývaný splinternet nebo kyberbalkanizace. K tomu dochází, když se internet rozdělí na podskupiny stejně smýšlejících lidí, kteří se izolují ve své vlastní online komunitě a nedostávají se do styku s odlišnými názory. Tato obava sahá až do raných dob veřejně přístupného internetu, přičemž termín kyberbalkanizace byl poprvé použit v roce 1996. Další termíny, které popisují tento jev, je rámcování či komnata ozvěn.
Koncept informační bubliny byl rozšířen i do jiných oblastí, aby popsal společnosti, které se samy segregují podle politických, ale také ekonomických, sociálních a kulturních názorů. Tento proces vede ke ztrátě širší komunity.